# GP Rota dos Móveis
De GP Rota dos Móveis (Portugees: Grande Prémio Internacional Paredes Rota dos Móveis) was een meerdaagse wielerwedstrijd in Portugal. De eerste editie voor professionals werd verreden in 2006 en gewonnen door de Portugees Pedro Cardoso, die met twee eindoverwinningen tevens recordhouder is. De GP Rota dos Móveis maakte deel uit van de UCI Europe Tour en had een UCI classificatie van 2.1. De koers werd in 2009 voor het laatst verreden.